# Big Bob (film 1921)
Big Bob è un cortometraggio muto del 1921 diretto da Edward Laemmle.

## Produzione
Il film fu prodotto dall'Universal Film Manufacturing Company.

## Distribuzione
Distribuito dall'Universal Film Manufacturing Company, il film - un cortometraggio in due bobine - uscì nelle sale cinematografiche USA il 5 marzo 1921.